# Carte à collectionner

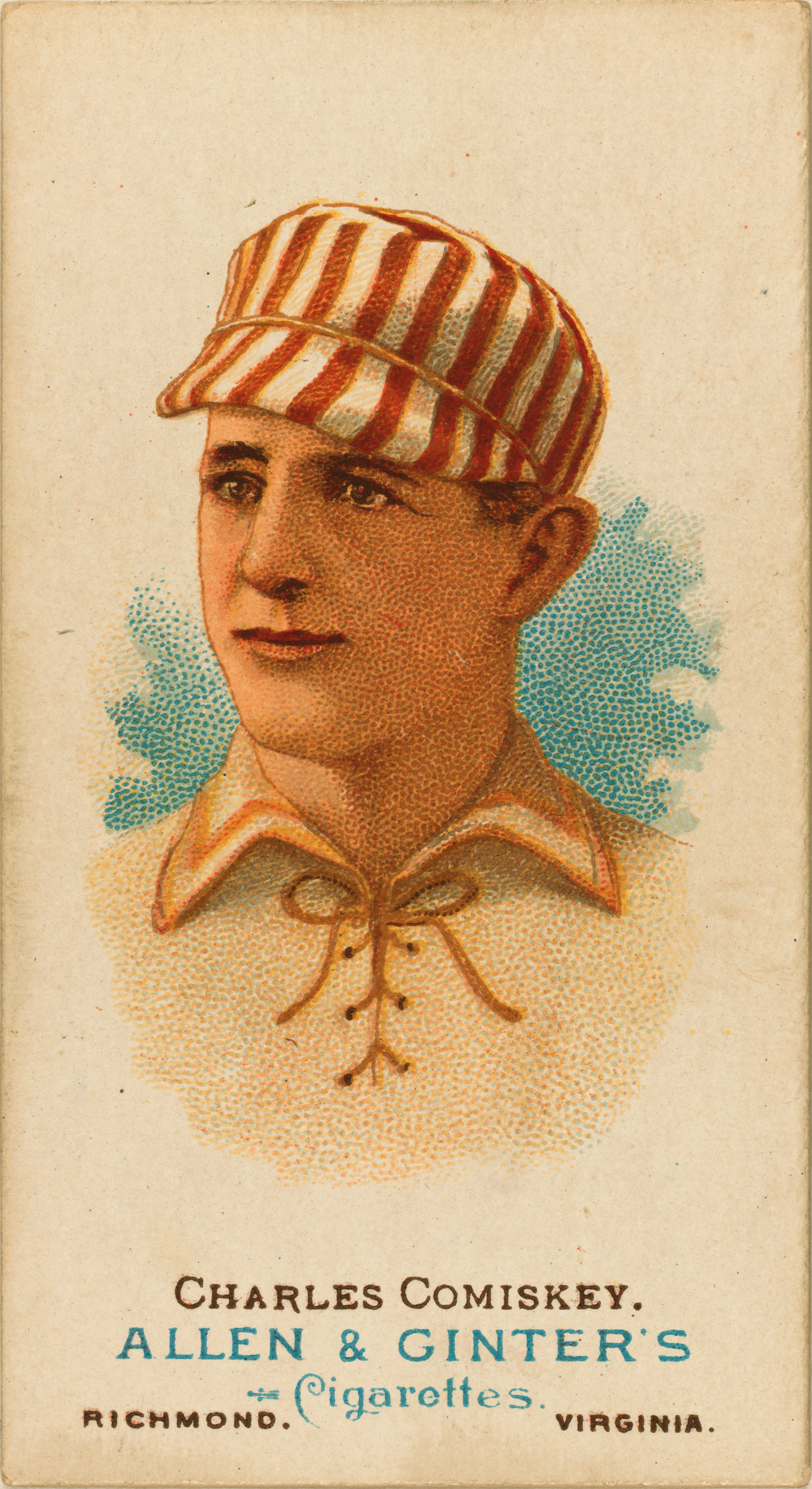
Une ancienne carte de baseball de 1887.

Une carte à collectionner (ou carte à échanger) est une petite carte, faite en carton, en papier épais ou en matière plastique, qui présente habituellement sur une face une image d'un personnage (de fiction ou réel) et au dos une courte description de la photo, avec un texte, par exemple des statistiques.
Il existe une grande variété de cartes, selon le thème utilisé, le contenu des cartes et même le matériau employé dans la fabrication de la carte.
Les cartes à collectionner sont traditionnellement associées à des thèmes sportifs, les cartes de baseball sont parmi les premières à avoir été créées et les plus connues. D'autres thèmes existent tels les personnages de cartoons, de comics, de séries télévisées, ou de films.
Le but des collectionneurs est de rassembler toutes les cartes d'une même série. Tout comme les cartes à jouer, avec lesquelles elles sont proches, les cartes à collectionner permettent parfois de jouer à différents jeux. 
Dans les années 1990, des cartes faites spécifiquement pour jouer ont été créées et sont devenues très populaires, elles appartiennent à la catégorie des jeux de cartes à collectionner. Le premier jeu de ce type fut Magic : l'assemblée, édité par Wizards of the Coast à partir de 1993.

## Thème de cartes à collectionner

### Thèmes sportifs
- Football américain
- Baseball
- Basket-ball
- Boxe
- Football
- Golf
- Hockey
- Tennis

### Jeux vidéo
- Pokémon JCC
- Final Fantasy TCG
- Magic: The Gathering Cards
- Yu-Gi-Oh!
- Dragon Ball Super
- Digimon TCG
- Fortnite